# Államfők
Az Államfők (eredeti cím: Heads of State) 2025-ben bemutatott amerikai akció filmvígjáték, amelyet Ilja Naishuller rendezett. A főbb szerepekben John Cena, Idris Elba, Prijanka Csopra, Jack Quaid, Paddy Considine, Stephen Root és Carla Gugino látható.
A film 2025. július 2-án jelent meg világszerte az Amazon Prime Video forgalmazásában. Általánosságban vegyes véleményeket kapott a kritikusoktól.

## Cselekmény
Amikor az Air Force One elleni halálos támadás mindkét államfőt fenyegeti, Sam Clarke-nak, az Egyesült Királyság miniszterelnökének és Will Derringer-nek, az egykori akciófilmsztárnak és jelenlegi amerikai elnöknek kölcsönös ellenszenvük ellenére együtt kell működniük. Noel Bisset MI6-ügynök támogatásával egy nemzetközi összeesküvést lepleznek le, amely a nyugati demokráciák biztonságát fenyegeti.

## Szereplők
| Szerep            | Színész             | Magyar hang        | Leírás                                                                             |
| ----------------- | ------------------- | ------------------ | ---------------------------------------------------------------------------------- |
| Will Derringer    | John Cena           | Bognár Tamás       | Az Amerikai Egyesült Államok elnöke, aki korábban akciófilmsztárként vált híressé. |
| Sam Clarke        | Idris Elba          | Galambos Péter     | Az Egyesült Királyság miniszterelnöke és a brit hadsereg veteránja.                |
| Noel Bisset       | Prijanka Csopra     | Bogdányi Titanilla | A brit MI6 egyik rangidős ügynöke, akinek feladata Clarke és Derringer védelme.    |
| Marty Comer       | Jack Quaid          | Czető Roland       | CIA-tiszt és az ügynökség varsói állomásának megbízottja.                          |
| Viktor Gradov     | Paddy Considine     | Makranczi Zalán    | Orosz fegyverkereskedő.                                                            |
| Arthur Hammond    | Stephen Root        | Papucsek Vilmos    | Gradov hackere.                                                                    |
| Elizabeth Kirk    | Carla Gugino        | Zakariás Éva       | Alelnök.                                                                           |
| Simone Bradshaw   | Sarah Niles         | Sági Tímea         | Derringer kabinetfőnöke.                                                           |
| Quincy Harrington | Richard Coyle       | Tokaji Csaba       | Clarke kabinetfőnöke.                                                              |
| Cat Derringer     | Clare Foster        |                    | Az Amerikai Egyesült Államok First Lady-je.                                        |
| Olga              | Katrina Durden      | Fábián Nikolett    | Gardov számára dolgozó bérgyilkos.                                                 |
| Sasha             | Aleksandr Kuznetsov | Varga Gábor        | Gardov számára dolgozó bérgyilkos.                                                 |
| Coop ügynök       | Sharlto Copley      |                    | CIA tiszt.                                                                         |

### Magyar változat
- Magyar szöveg: Gecse Attila
- Hangmérnök: Fábián Tibor
- Kreatív supervisor: Kwaysser Erika
- Szinkronrendező: Martin Adél
- Produkciós vezető: Gyarmati Zsolt

A szinkront a Masterfilm Digital Kft. készítette el.

## A film készítése
2020 októberében jelentették be, hogy az Amazon Studios felkarolta a projektet, amelynek főszereplői Idris Elba és John Cena lesznek, akik korábban együtt játszottak a The Suicide Squad – Az öngyilkos osztagban (2021). Két évvel később, 2022 októberében Ilja Naishullert szerződtették a film rendezésére. 2023 áprilisában Prijanka Csopra csatlakozott a szereplőgárdához. Paddy Considine, Stephen Root, Carla Gugino, Jack Quaid, Sarah Niles és Richard Coyle a következő hónapban csatlakozott a stábhoz.
A forgatás 2023 májusában kezdődött Londonban. A felvételek elkészítése 2023 júniusában a liverpooli St George's Hallban folytatódott. Júliusban és augusztusban a forgatás néhány üldözéses jelenet kedvéért Triesztbe költözött. 2024 májusában további jeleneteket forgattak a szerbiai Belgrádban.

## Fogadtatás
A Rotten Tomatoes weboldalon 63%-os értékelést kapott 19 kritika alapján. A Metacritic oldalán 100-ból 51 pontot ért el 7 kritika alapján, ami „vegyes vagy átlagos” értékelést jelent.